# Burgruine Zelking
Die Burgruine Zelking ist die Ruine einer Hangburg in der Gemeinde Zelking-Matzleinsdorf in Niederösterreich und war das Stammhaus des Geschlechts der Zelkinger.

## Geschichte
Die Burg am Hang des Hiesberges wurde im Jahre 1100 in Verbindung mit einem Wernher von Zelking das erste Mal erwähnt. Wernher von Zelkings Herkunft ist ungeklärt. Eine Verwandtschaft mit der hochfreien Familie der Herren von Hagenau ist nicht belegt, ebenso wenig, dass er der Sohn von Reginbert (III.) von Hagenau war, wie in der Forschung gewöhnlich angenommen wird. Er war verheiratet und der Vater von Ulrich (I.) von Zelking. Die Herren von Zelking starben 1634 aus.
Die Feste gelangte durch Heirat an die Familie Polheim auf Wartenburg und um 1662 an Andrä Joachim Graf Sinzendorf. Als die Türken 1683 Wien belagerten und ihre Streifscharen weit ins westliche Niederösterreich vorstießen, diente die noch wehrhafte Burg der umliegenden Zivilbevölkerung als Zufluchtsort. Nach Verlegung der herrschaftlichen Verwaltung ins nahe Matzleinsdorf wurde die Feste aufgegeben. 1802 heiratete Franziska Gräfin Kinsky, eine verwitwete Gräfin Sinzendorf, in zweiter Ehe einen Grafen Harrach. Spätere Eigentümer waren unter anderem die Grafen zu Rohrau und die Familie Galgozy-Galantha.
Die Burg wird erst mit Ende des 19. und Anfang des 20. Jahrhunderts verfallen sein.

## Gebäude
Heute besteht die Ruine nur mehr aus dem Steinwerk des 12. bis 16. Jahrhunderts. Erkennbar ist jedoch noch das wuchtige Rundbogentor sowie einige Schartenfenster.

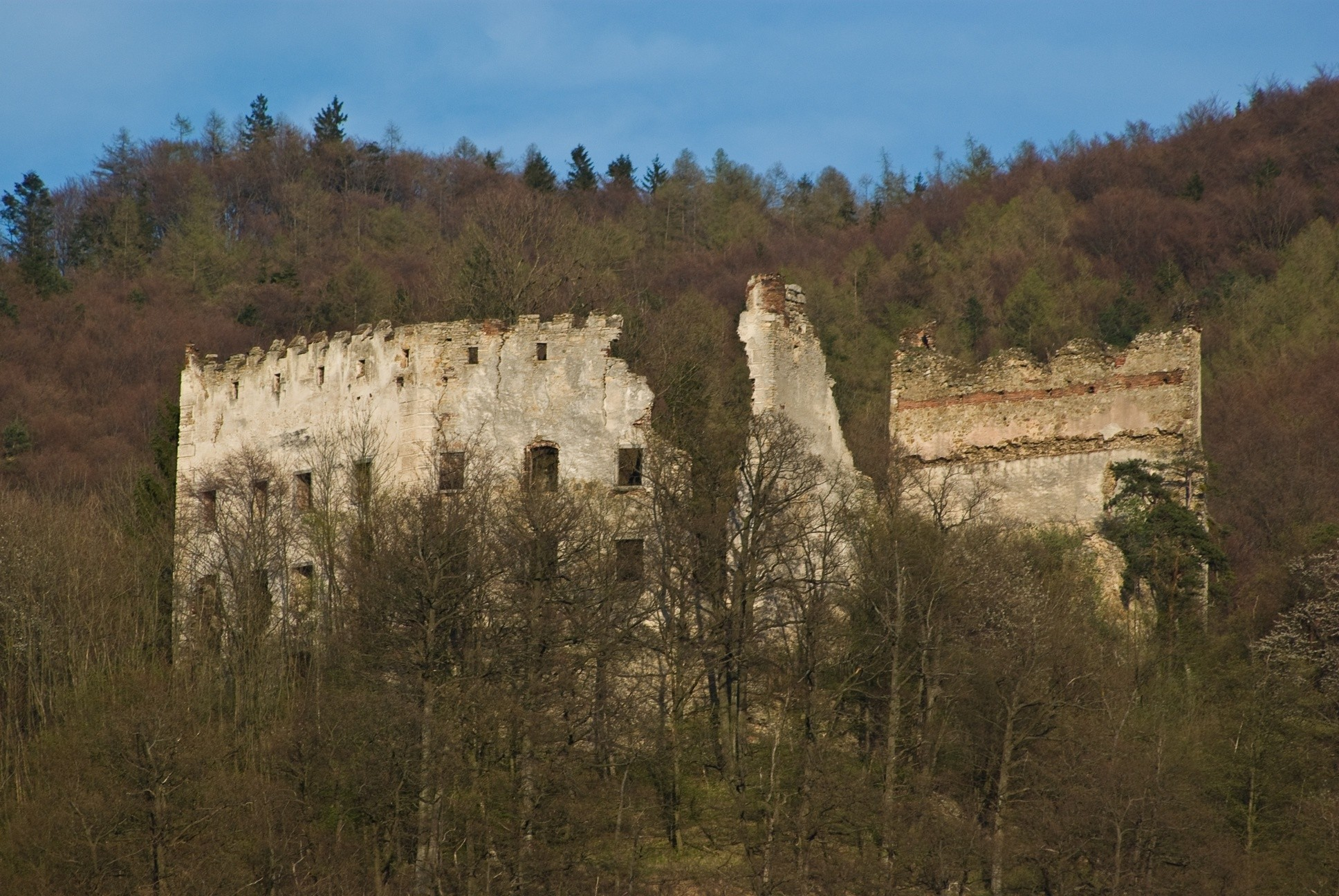
Südwestansicht
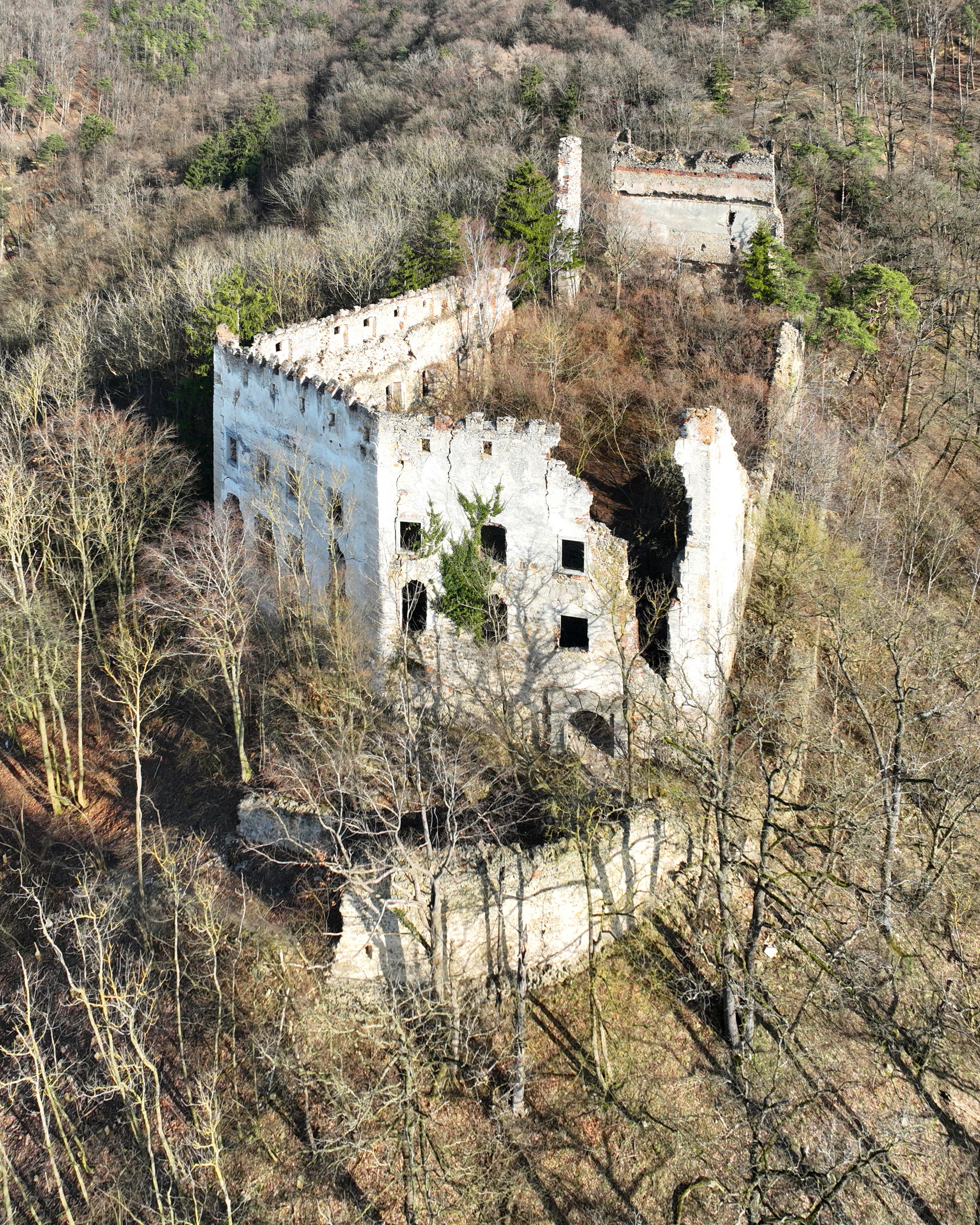
Westansicht